# Zündnadelzündung
Die Zündnadelzündung (auch Nadelzündung) ist ein Verfahren der Schussauslösung bei Schusswaffen, bei welchem die Entzündung der Treibladung durch eine spitze Nadel bewirkt wird. Diese Nadel wird durch eine gespannte Feder in das in der Patrone befindliche Zündelement eingestoßen. Der dazugehörige Mechanismus (Schloss) wird Zündnadelschloss genannt. Bei der Zündnadelpatrone von Dreyse wurden die Komponenten Geschoss, Treibladung und Zündelement erstmals zusammen als Einheits-Papierpatrone hergestellt.
Erste Waffen mit Zündnadelzündung waren Vorderlader, der Durchbruch stellte sich erst als Hinterlader ein, diese wurden um 1832 von Johann Nikolaus von Dreyse entwickelt. Obwohl schon 1848 in Preußen eingeführt, stellte sich ein großes internationales Interesse erst ab 1866 ein, als das vom französischen Ingenieur Antoine Chassepot entwickelte Zündnadelgewehr produktionsreif wurde. Wenige Jahre später, ab 1870, war das Zündnadelsystem bereits technisch überholt. Die Zündnadelzündung mit Papierpatronen wurde von der Schlagbolzenzündung mit Metallpatronen abgelöst.
Bekannte Waffen mit Zündnadelzündung sind:
- Dreyse-Zündnadelgewehr, ab 1840 produziert und 1848 in Preußen in großen Massen eingeführt[4]
- Modell 1861 von Dörsch & Baumgarten, in kleiner Stückzahl in Schaumburg-Lippe eingeführt[5]
- Chassepotgewehr, in großer Stückzahl in Frankreich ab 1866 eingeführt[6]
- russisches Gewehr Carl 1867[7]
- italienisches Gewehr Carcano, nach dem Entwickler Salvatore Carcano, welches die Eigenschaften der Systeme Dreyse sowie Dörsch & Baumgarten kombinierte[8].

Neben den Gewehren wurde die Zündnadelzündung in weiteren Schusswaffen eingebaut. So entwickelte Franz von Dreyse, der Sohn von Johann Nikolaus von Dreyse, eine Einzelladerpistole sowie einen Revolver. Die Waffen hatten jedoch keinen wirtschaftlichen Erfolg.
Nach deutschem Recht sind Schusswaffen mit Zündnadelzündung, deren Modell vor dem 1. Januar 1871 entwickelt worden ist, erlaubnisfrei.